# تشارلز شامبيون غيلبرت
تشارلز شامبيون غيلبرت (بالإنجليزية: Charles Champion Gilbert)‏ هو ضابط أمريكي، ولد في 1 مارس 1822 في زانيسفيل في الولايات المتحدة، وتوفي في 17 يناير 1903 في بالتيمور في الولايات المتحدة.